# Liste der Biografien/Gron
Liste der Biografien |
Portal Biografien |
Personensuche
# |
A |
B |
C |
D |
E |
F |
G |
H |
I |
J |
K |
L |
M |
N |
O |
P |
Q |
R |
S |
T |
U |
V |
W |
X |
Y |
Z |
?
 
Ga |
Gb |
Gc |
Gd |
Ge |
Gf |
Gh |
Gi |
Gj |
Gk |
Gl |
Gm |
Gn |
Go |
Gp |
Gq |
Gr |
Gs |
Gu |
Gv |
Gw |
Gy |
Gz
 
Gra |
Grb–Grd |
Gre |
Grg |
Gri |
Grj |
Grk |
Grl |
Grm |
Gro |
Grs |
Gru |
Gry |
Grz
 
Groa |
Grob |
Groc |
Grod |
Groe |
Grof |
Grog |
Groh |
Groi |
Groj |
Grok |
Grol |
Grom |
Gron |
Groo |
Grop |
Gros |
Grot |
Grou |
Grov |
Grow |
Groy |
Groz
Die Liste der Biografien führt alle Personen auf, die in der deutschsprachigen Wikipedia einen Artikel haben. Dieses ist eine Teilliste mit 244 Einträgen von Personen, deren Namen mit den Buchstaben „Gron“ beginnt.

## Gron
- Grøn, Arne (* 1952), dänischer Religionsphilosoph
- Groń, Franciszek Gąsienica (1931–2014), polnischer Nordischer Kombinierer und Trainer
- Gron, Stanislav (* 1978), slowakischer Eishockeyspieler

### Grona
- Grona, Ludwig (1700–1765), Abt des Klosters Grafschaft
- Gronau, Carmen (1910–1999), deutsch-britische Kunsthistorikerin und Kunsthändlerin
- Gronau, Daniel Magnus († 1747), deutscher Kirchenmusiker
- Gronau, Elisa (* 1990), deutsche Skispringerin
- Gronau, Ernst (1887–1938), deutscher Schauspieler
- Gronau, Georg (1868–1937), deutscher Kunsthistoriker
- Gronau, Hans O. E. (1925–2001), deutscher Autor, Maler, Graphiker und Fotograf
- Gronau, Hans von (1850–1940), preußischer General der Artillerie im Ersten Weltkrieg
- Gronau, Hans-Dietrich (1904–1951), deutsch-britischer Kunsthistoriker
- Gronau, Hans-Dietrich (* 1951), deutscher Mathematiker
- Gronau, Heinz (1912–1977), deutscher Widerstandskämpfer, Kommandeur des Wachregiments Feliks Dzierzynski
- Gronau, Israel Christian (1714–1745), deutscher lutherischer Pfarrer in Georgia
- Gronau, Johann Hermann (1708–1769), deutscher evangelischer Pfarrer
- Gronau, Jürgen (* 1962), deutscher Fußballspieler
- Gronau, Karl (1885–1950), deutscher Philosoph
- Gronau, Karl Ludwig (1742–1826), deutscher Prediger und Meteorologe
- Gronau, Katja (* 1969), deutsche Kriminaloberkommissarin, Diplom-Verwaltungswirtin und Kommunalpolitikerin
- Gronau, Marc (* 1974), deutscher Eishockeytorwart
- Gronau, Melchior Niedhardt († 1722), Bürgermeister der Stadt Brilon
- Gronau, Norbert (* 1964), deutscher Wirtschaftsinformatiker
- Gronau, Richard (1886–1964), deutscher Maler
- Gronau, Rolf (1934–2024), deutscher Fußballspieler
- Gronau, Tom (* 1997), deutscher Schauspieler
- Gronau, Werner (* 1935), deutscher Fußballspieler
- Gronau, Wolfgang von (1893–1977), deutscher Pilot und LuftfahrtpionierWolfgang von Gronau (1893–1977)

Wolfgang von Gronau (1893–1977)

- Gronauer, Kai (* 1986), deutscher Baseballspieler

### Gronb
- Gronbach, Eva (* 1971), deutsche Modedesignerin
- Gronbach, Thomas (* 1963), deutscher Fußballspieler
- Grønbæk, Albert (* 2001), dänischer Fußballspieler
- Grønbech, Vilhelm (1873–1948), dänischer Religionswissenschaftler
- Grønbek, Maja (* 1971), dänische Handballspielerin
- Grönberg, Axel (1918–1988), schwedischer Ringer
- Grönberg, Mathias (* 1970), schwedischer Golfspieler
- Grönberger, Gustaf (1882–1972), schwedischer Tauzieher
- Grönblom, Ronja (* 2000), finnische Segelsportlerin
- Grønborg, Christian (* 1962), dänischer Segler

### Gronc
- Gronchi, Carla (1912–1993), italienische Prima Signora, Ehefrau von Giovanni Gronchi
- Gronchi, Giovanni (1887–1978), dritter Präsident der Republik Italien (1955–1962)

### Grond
- Grond, Erich (1929–2020), deutscher Mediziner, Internist und Psychotherapeut
- Grond, Fiona, Schweizer Jazzmusikerin (Gesang, Komposition)
- Grond, Marc (1955–1999), luxemburger Erzieher und Homosexuellen-Aktivist
- Grond, Valerio (* 2000), Schweizer SkilangläuferValerio Grond (* 2000)

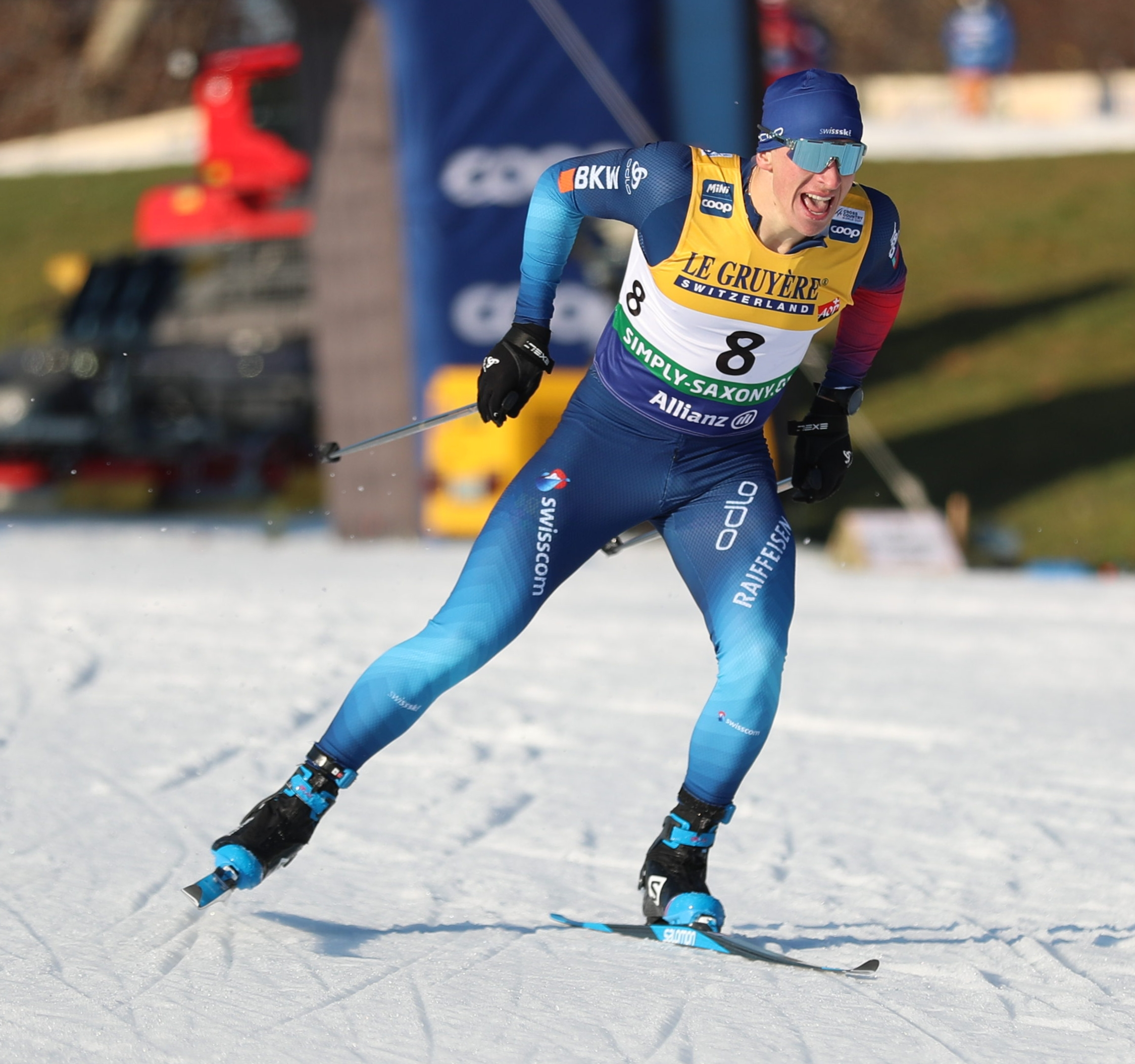
Valerio Grond (* 2000)

- Grond, Walter (* 1957), österreichischer Schriftsteller
- Grøndahl, Jens Christian (* 1959), dänischer Schriftsteller
- Gröndahl, Kelpo (1920–1994), finnischer Ringer
- Grøndahl, Kirsti Kolle (* 1943), norwegische Politikerin (Arbeiderpartiet), Mitglied des Storting
- Gröndahl, Knut (1941–2014), deutscher Regierungsdirektor und Spion des Ministeriums für Staatssicherheit
- Grøndahl, Launy (1886–1960), dänischer Komponist und Dirigent
- Gröndahl, Outi (* 1984), finnische Biathletin und Skilangläuferin
- Grøndahl, Tobias (* 2001), norwegischer Handballspieler
- Grondelaers, Robert (1933–1989), belgischer Radrennfahrer
- Grondin, Denis (* 1954), kanadischer Geistlicher, römisch-katholischer Erzbischof von Rimouski
- Grondin, Donavan (* 2000), französischer Radsportler
- Grondin, Éliot (* 2001), kanadischer Snowboarder
- Grondin, Marc-André (* 1984), kanadischer Schauspieler
- Grondona, Jaime (* 1987), chilenischer Fußballspieler
- Grondona, Julio (1931–2014), argentinischer Fußballfunktionär

### Grone
- Gröne, Bernd (* 1963), deutscher Radrennfahrer, olympischer Silbermedaillengewinner 1988
- Gröne, Georg (1864–1935), deutscher Bildhauer
- Grone, Giovanni Battista (1682–1748), italienischer Theatermaler
- Grone, Hans-Udo von (1886–1968), deutscher Landwirt und Politiker (DNVP, NSDAP)
- Grone, Jürgen Alexander von (1887–1978), deutscher Offizier, Ritter des Ordens Pour le Mérite
- Gröne, Norbert (* 1987), slowakischer Biathlet
- Grone, Otto von (1841–1907), preußischer Generalleutnant
- Gröne, Ruth (* 1933), Holocaustüberlebende
- Gröne, Valentin (1817–1882), deutscher römisch-katholischer Geistlicher und Kirchenhistoriker
- Grönebaum, Wolfgang (1927–1998), deutscher Schauspieler
- Groneberg, Brigitte (* 1945), deutsche Altorientalistin
- Groneberg, David (* 1973), deutscher Arbeitsmediziner, Hochschullehrer
- Groneberg, Gabriele (* 1955), deutsche Politikerin (SPD), MdL, MdB
- Groneck, Christoph (* 1976), deutscher Verkehrsplaner und Autor mit dem Schwerpunkt Renaissance der Straßenbahn
- Grönefeld, Anna-Lena (* 1985), deutsche TennisspielerinAnna-Lena Grönefeld (* 1985)

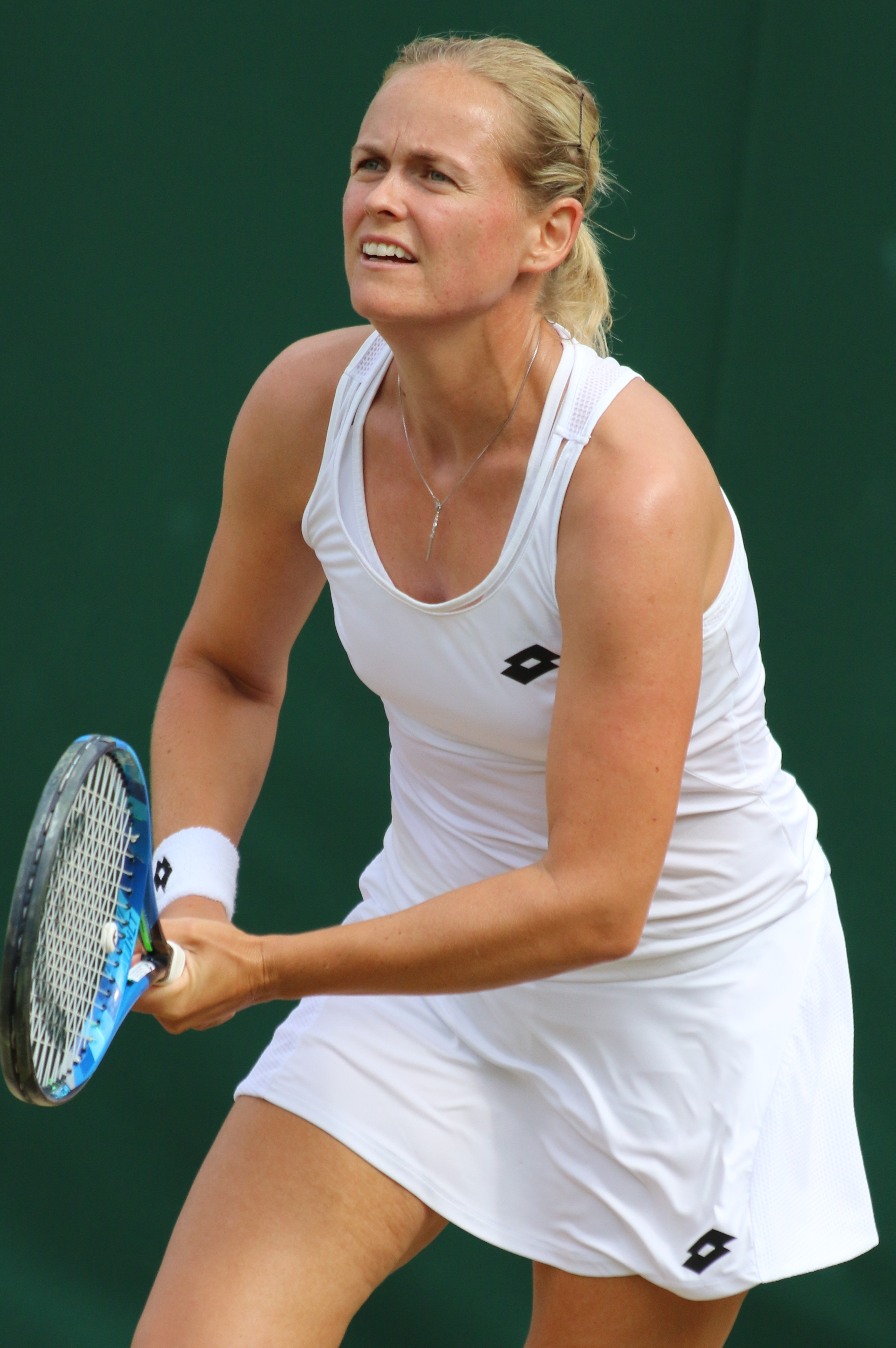
Anna-Lena Grönefeld (* 1985)

- Gronefeld, Gerhard (1911–2000), deutscher Fotoreporter, Tierfotograf und Autor
- Grönefeld, Maria (1941–1993), deutsche Pädagogin und Frauenrechtlerin
- Groneick, Sylvia, deutsche Diplomatin
- Groneman, Albertus, niederländischer Komponist deutscher Abstammung
- Gronemann, Claudia (* 1969), deutsche Romanistin und Hochschullehrerin
- Gronemann, Georg, deutscher Fotograf und Verleger von Ansichtskarten
- Gronemann, Julia (* 1985), deutsche Handballspielerin
- Gronemann, Karoline (1869–1911), österreichische Pionierin der Frauenberufsbildung
- Gronemann, Sammy (1875–1952), jüdischer Schriftsteller, Journalist und Rechtsanwalt
- Gronemann, Selig (1843–1918), deutscher Rabbiner
- Gronemann, Vanessa (* 1989), deutsche Politikerin (Bündnis 90/Die Grünen), MdL
- Gronemann, Walter (1926–1996), deutscher Schriftsteller
- Grönemeyer, Dietrich (* 1952), deutscher Arzt und Mitbegründer der Mikrotherapie
- Gronemeyer, Ellen (* 1979), deutsche Malerin
- Grönemeyer, Herbert (* 1956), deutscher Musiker und SchauspielerHerbert Grönemeyer (* 1956)

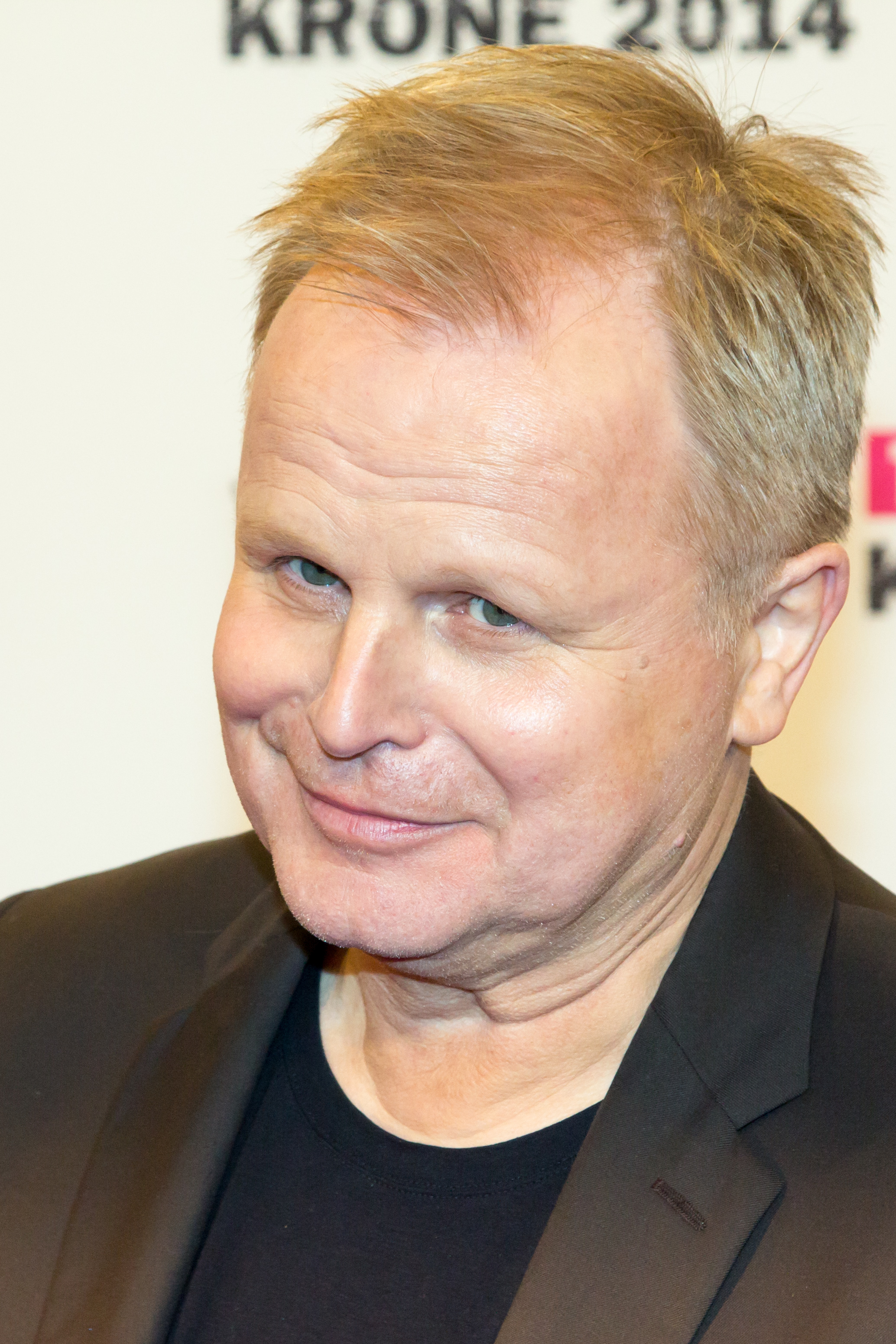
Herbert Grönemeyer (* 1956)

- Gronemeyer, Horst (1933–2024), deutscher Bibliothekar und Germanist
- Gronemeyer, Marianne (* 1941), deutsche Erziehungswissenschaftlerin und Autorin
- Gronemeyer, Nicole, deutsche Juristin, Rechtsanwältin, Notarin und Richterin
- Gronemeyer, Reimer (* 1939), deutscher lutherischer Theologe und SoziologeReimer Gronemeyer (* 1939)

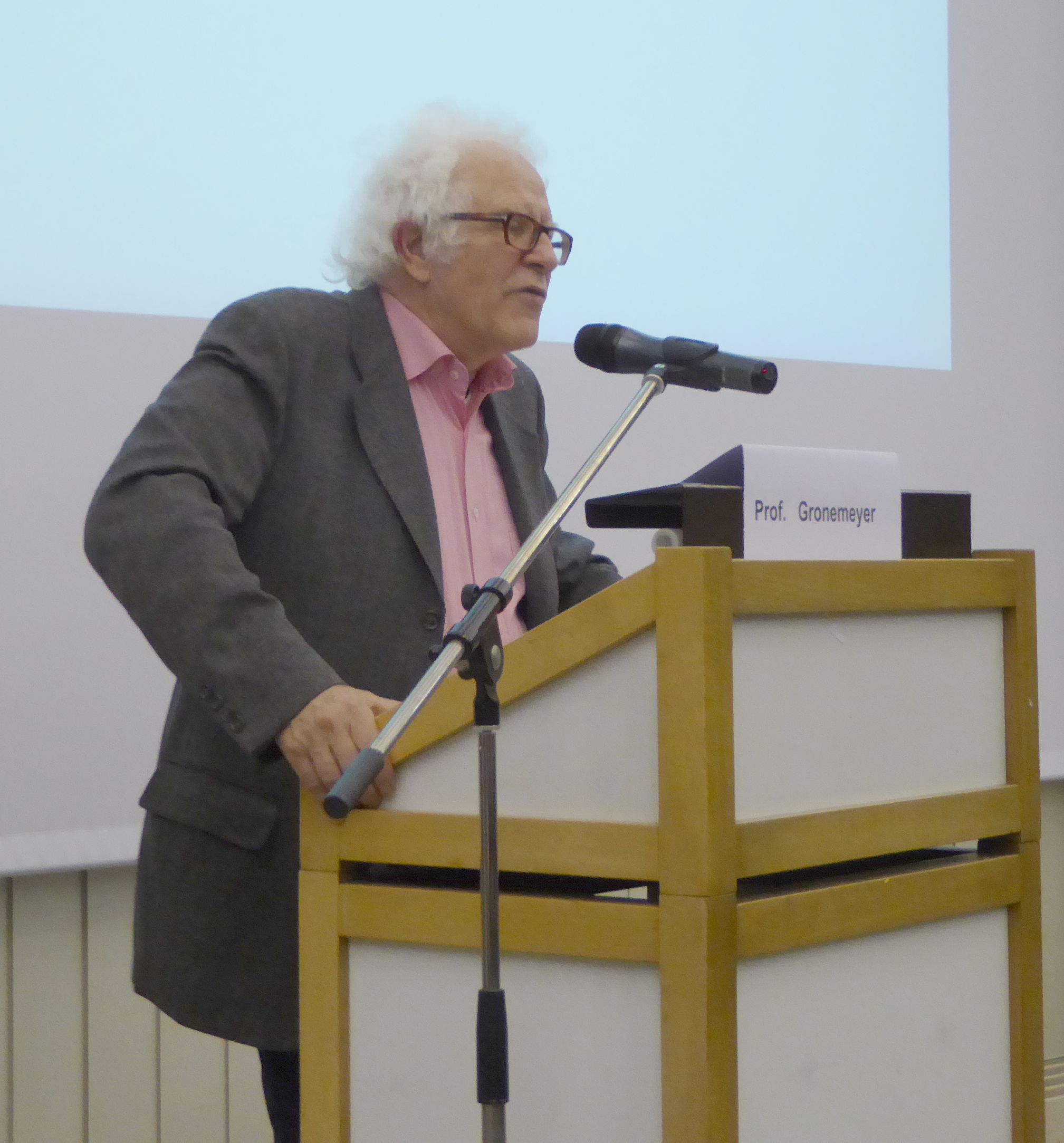
Reimer Gronemeyer (* 1939)

- Grönemeyer, Wilhelm (1899–1983), deutscher Ingenieur und Direktor bei RWE
- Gronen, Bruno (* 1937), deutscher Lichtkünstler
- Gronen, Herbert (1944–2023), deutscher Fußballspieler
- Gronen, Jenny (1845–1910), deutsche Porträt- und Landschaftsmalerin
- Gronen, Karl (1851–1919), preußischer General der Infanterie
- Gronen, Wolfgang (1916–1995), deutscher Journalist, Radsportfunktionär und Radrennfahrer
- Gronenberg, Johann, deutscher Buchdrucker
- Gronenborn, Angela (* 1950), deutsch-amerikanische Chemikerin und Hochschullehrerin
- Gronenborn, Detlef (* 1962), deutscher Prähistoriker und Hochschullehrer
- Gronenborn, Esther (* 1968), deutsche Regisseurin
- Groner, Auguste (1850–1929), österreichische Schriftstellerin
- Gröner, Christoph (* 1968), deutscher Unternehmer und Immobilienentwickler
- Gröner, Emil (1892–1969), deutscher Fußballspieler und -trainer
- Gröner, Erich (1901–1965), deutscher Schifffahrtshistoriker, Sachverständiger und Sachbuchautor
- Groner, Franz (1913–1991), deutscher römisch-katholischer Theologe
- Groner, Heinrich Suso (1895–1968), Abt von Wettingen
- Gröner, Helmut (1930–2006), deutscher Wirtschaftswissenschaftler
- Groner, Josef (1915–1997), katholischer Theologe und Sozialphilosoph
- Gröner, Lissy (1954–2019), deutsche Politikerin (SPD), MdEP
- Groner, Richard (1853–1931), österreichischer Lokalhistoriker und Journalist
- Groner, Rudolf (* 1942), Schweizer Psychologe
- Grøner, Sverre (1890–1972), norwegischer Turner
- Gröner, Tutilo (1899–1977), deutscher Benediktiner und Maler der Beuroner Kunstschule
- Gröner, Ulrich (* 1957), deutscher Violinist und Hochschullehrer
- Gröner, Walter (* 1950), deutscher Schriftsteller
- Gronert, Sarah (* 1986), deutsche Tennisspielerin
- Grönert, Sigrid (* 1959), deutsche Politikerin (CDU), MdBB
- Gronert, Stefan (* 1964), deutscher Kunsthistoriker, Ausstellungskurator und Sachbuchautor
- Gronewald, Hans (1893–1972), deutscher Drogist und Politiker (NSDAP), MdR
- Grönewald, Heinrich (1909–1957), deutscher Pädagoge und Journalist
- Gronewald, Johann Joseph (1804–1873), deutscher Pädagoge für Gehörlose und Gründer der ersten Gehörlosenschule in Köln
- Gronewald, Klaus (* 1971), deutscher Sportjournalist, Fernsehmoderator und UnternehmerKlaus Gronewald (* 1971)

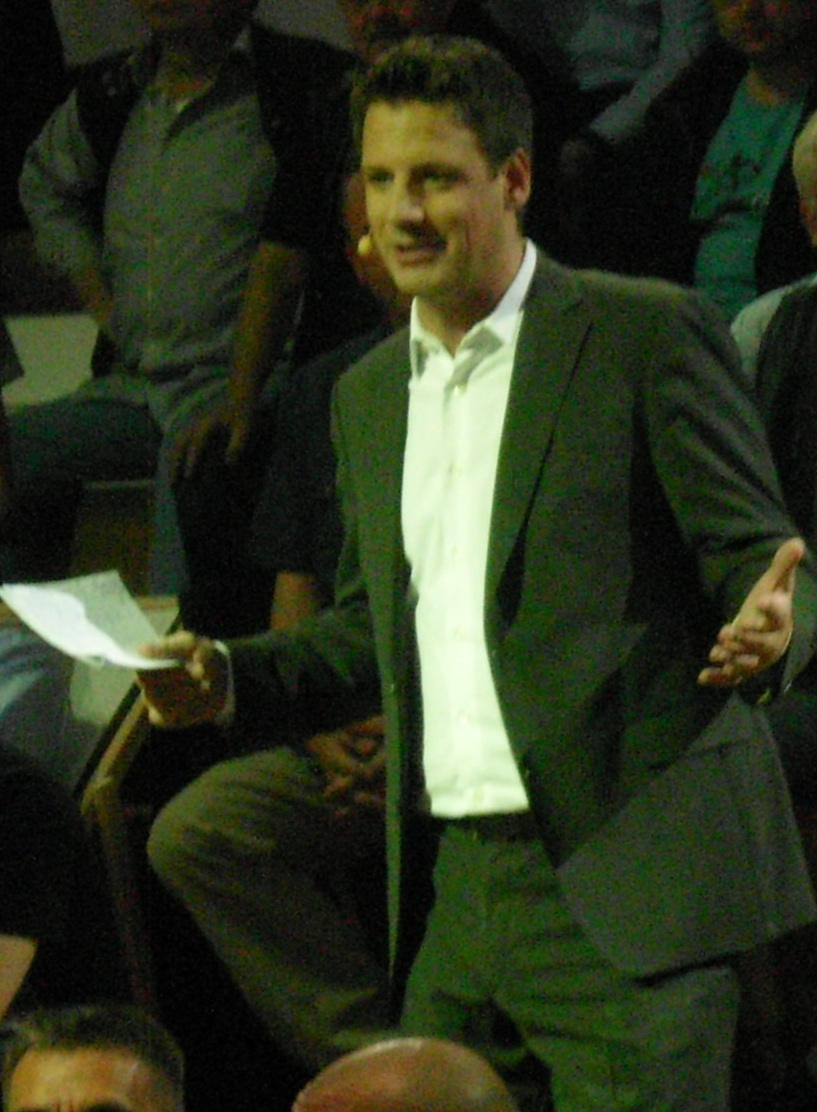
Klaus Gronewald (* 1971)

- Gronewald, Sandra Maria (* 1976), deutsche Fernsehmoderatorin und Journalistin
- Gronewalt, Andreas, deutscher Humanist, Kleriker, Notar und Büchersammler
- Groneweg, Friedrich David (1805–1886), Politiker und Mitglied der liberalen Fortschrittspartei
- Gronewold, Ulfert (* 1976), deutscher Ökonom

### Gronf
- Grönfeldt Bergman, Lisbeth (* 1948), schwedische Politikerin (Moderata samlingspartiet), Mitglied des Riksdag, MdEP
- Grönfors, Torsten (1888–1968), schwedischer Tennisspieler und Segler

### Gronh
- Grönhagen, Anders (* 1953), schwedischer Fußballspieler und -trainer
- Grönhagen, Heinrich III. von († 1540), Lüneburger Patrizier und Sülfmeister
- Grönhagen, Nicolaus II. von († 1438), Lüneburger Patrizier
- Grönhagen, Yrjö von (1911–2003), finnischer Autor und Forscher
- Grönholm, Irja (* 1951), deutsche Übersetzerin estnischsprachiger Literatur
- Grönholm, Marcus (* 1968), finnischer Rallyefahrer
- Grönholm, Ossi-Petteri (* 1981), finnischer Eishockeyspieler
- Gronholz, Jürgen (1956–2019), deutscher Pop-Musiker, -Komponist und -Texter

### Groni
- Gronicz, Rafał (* 1973), polnischer Manager, Politiker
- Grönig, Siegfried (1942–2000), deutscher Schauspieler
- Gröning, Albert (1839–1903), deutscher Politiker, MdBB, Bremer Senator und Bürgermeister
- Gröning, Albert Heinrich von (1867–1951), deutscher Verwaltungsjurist
- Gröning, Birger (* 1975), deutscher Politiker (AfD, Bürger für Thüringen)
- Gröning, Bruno (1906–1959), deutscher Wunderheiler
- Gröning, Burkhard, deutscher Handballspieler
- Gröning, Caspar Gabriel (1752–1799), deutscher Jurist und Autor
- Gröning, Georg (1745–1825), deutscher Politiker, Bremer Ratsherr, Senator und Bürgermeister (1814–1821)
- Gröning, Heinrich (1774–1839), Bremer Bürgermeister
- Gröning, Heinz (* 1965), deutscher KomikerHeinz Gröning (* 1965)

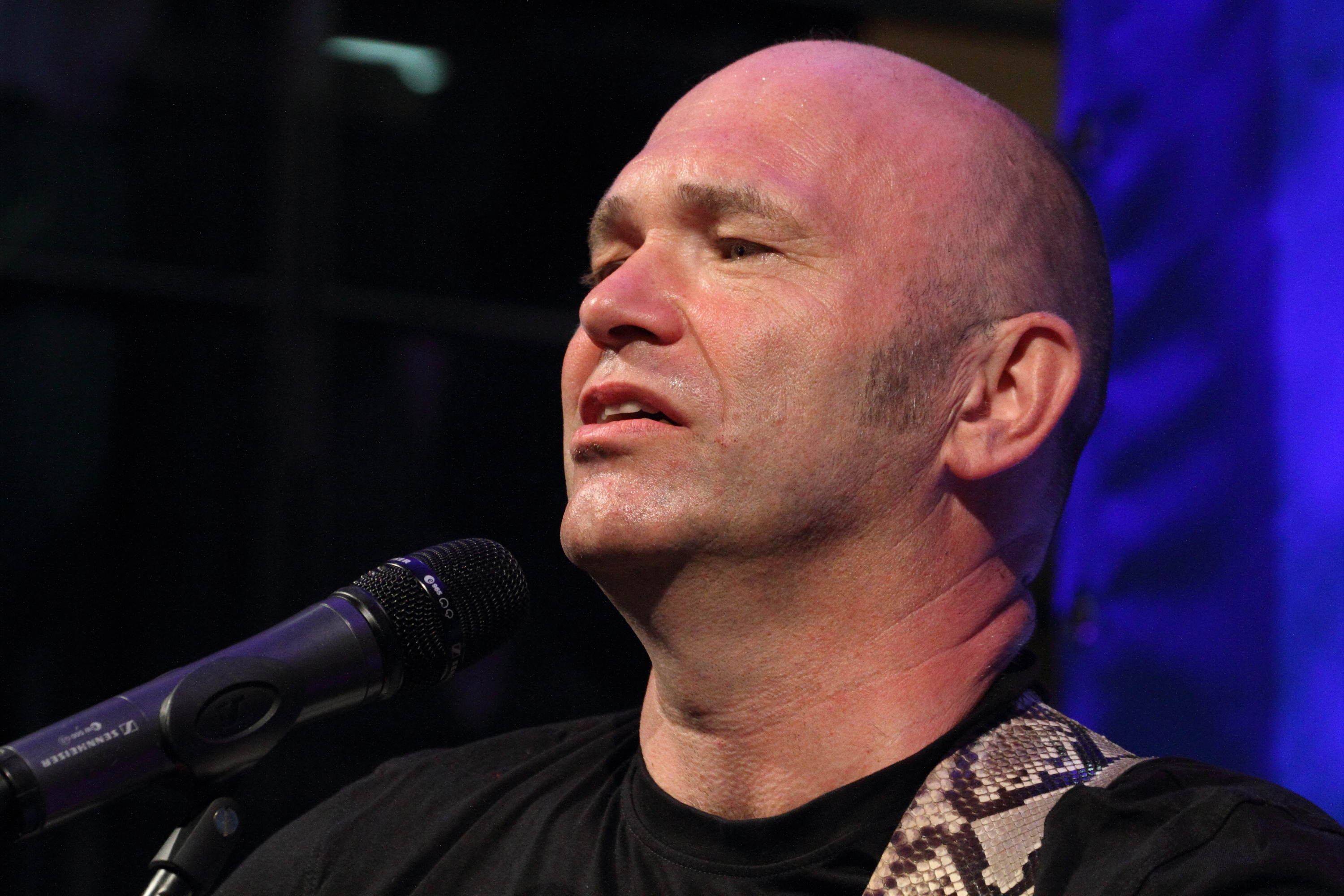
Heinz Gröning (* 1965)

- Gröning, Hermann von (1823–1898), deutscher Kaufmann und Senator der Hansestadt Bremen
- Gröning, Jochem (* 1954), deutscher Jurist, Richter am Bundesgerichtshof
- Gröning, Karl (1897–1980), deutscher Bühnenbildner und Regisseur
- Gröning, Karl jr. (1921–2003), deutscher Bühnenbildner, Grafiker und Buchgestalter
- Gröning, Katharina (* 1957), deutsche Erziehungswissenschaftlerin und Hochschullehrerin
- Gröning, Oskar (1921–2018), deutscher SS-Unterscharführer im KZ Auschwitz
- Gröning, Peter (1561–1631), deutscher Politiker, Bürgermeister von Stargard und Stifter des Gröningschen Gymnasiums
- Gröning, Peter (* 1939), deutscher Bahnradsportler
- Gröning, Peter, deutscher Schlagzeuger und Interpret österreichischer Volksmusik
- Gröning, Philip (* 1959), deutscher Regisseur und Dokumentarfilmer
- Gröning, Rüdiger (* 1944), deutscher Pharmazeut und Hochschullehrer
- Gröning, Stephan von (1861–1944), preußischer Verwaltungsbeamter und Regierungspräsident
- Gröning, Stephan von (1898–1982), deutscher Offizier der Abwehr im Zweiten Weltkrieg
- Gröning, Werner (1926–2009), deutscher Polizeipräsident von Ost-Berlin (1975–1986) und SED-Funktionär
- Groningen, Bernard Abraham van (1894–1987), niederländischer Gräzist und Papyrologe
- Groningen, Gianina-Elena van (* 1995), rumänische Leichtgewichts-Ruderin
- Groningen, Jan Swart van (* 1500), niederländischer Maler und Kunststecher
- Gröninger, Gerhard (1582–1652), deutscher Architekt und Bildhauer
- Gröninger, Gertrud († 1722), deutsche Bildhauerin
- Gröninger, Heinrich († 1631), deutscher Bildhauer
- Gröninger, Hermann (1852–1933), emsländischer Schriftsteller, Heimatdichter und Pionier der Hochmoorkultivierung
- Gröninger, Johann Mauritz (1652–1707), deutscher Bildhauer und Maler
- Gröninger, Johann Wilhelm († 1724), deutscher Bildhauer
- Gröninger, Theresa (* 1993), deutsche Politikerin (CDU), MdBB
- Gröninger, Tobias (* 1988), deutscher Komponist und Arrangeur für Opern-, Film- und Konzertmusik
- Gronius, Jörg W. (* 1952), deutscher Schriftsteller und Publizist

### Gronk
- Grönke, Erich (1902–1968), deutscher Funktionshäftling im KZ Auschwitz
- Grönke, Hans-Jürgen (* 1946), deutscher Lehrer, Archivar und Heimatforscher
- Grönke, Kadja (* 1966), deutsche Musikwissenschaftlerin
- Gronke, Monika (* 1952), deutsche Hochschullehrerin für Iranistik
- Grönke, Wilhelm (1896–1986), deutsch-französischer Leiter des Marinesicherheitsdienstes in Frankfurt
- Gronkh (* 1977), deutscher Webvideoproduzent, Computerspiele-Journalist, Computerspiele-Entwickler, Synchronsprecher und UnternehmerGronkh (* 1977)

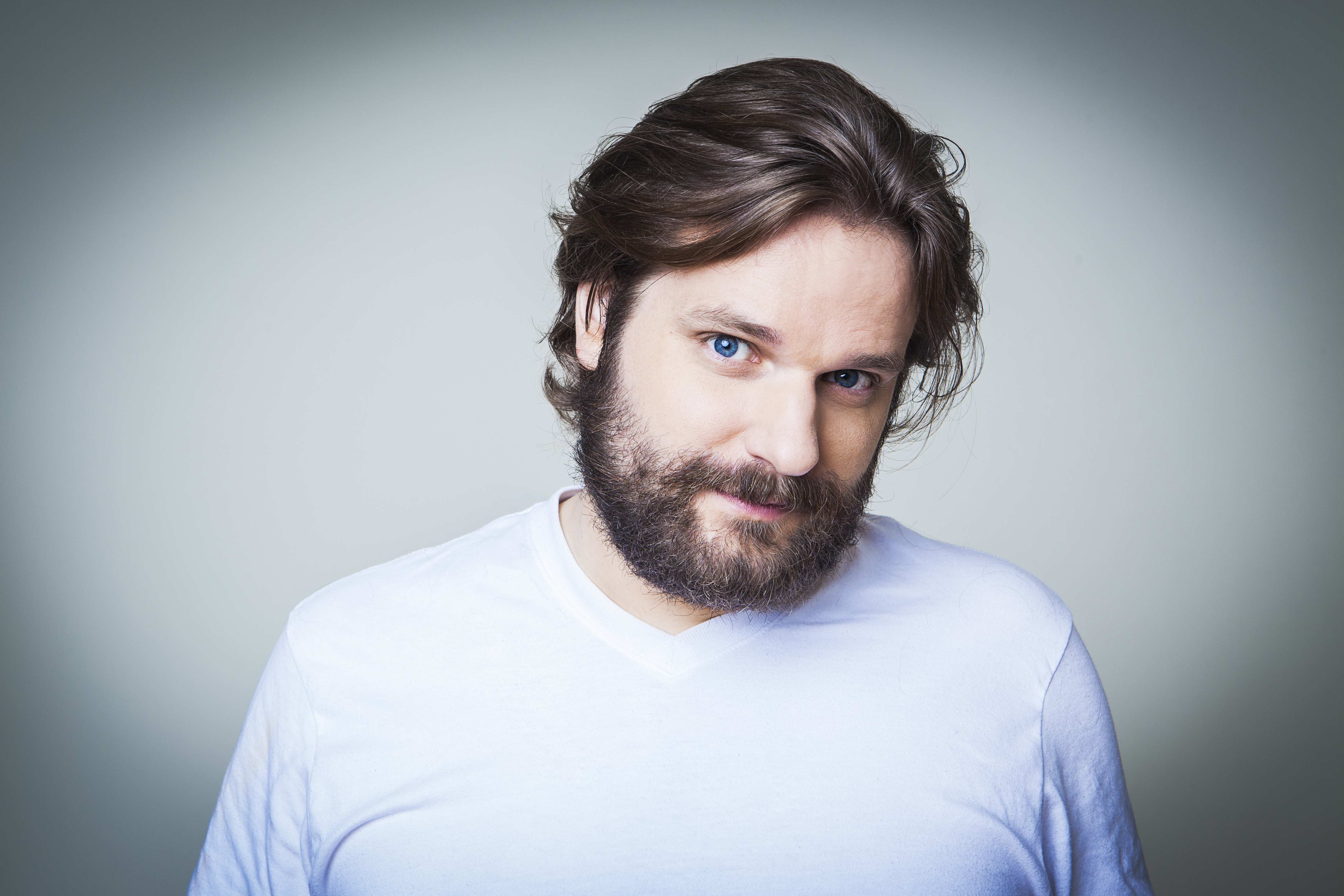
Gronkh (* 1977)

- Gronkiewicz-Waltz, Hanna (* 1952), polnische Juristin und Politikerin, Stadtpräsidentin Warschaus
- Grønkjær, Jesper (* 1977), dänischer Fußballspieler
- Gronkowski, Dan (* 1985), US-amerikanischer American-Football-Spieler
- Gronkowski, Henning (* 1988), deutscher Schauspieler
- Gronkowski, Ignatius (1897–1981), US-amerikanischer Radsportler
- Gronkowski, Rob (* 1989), US-amerikanischer American-Football-SpielerRob Gronkowski (* 1989)

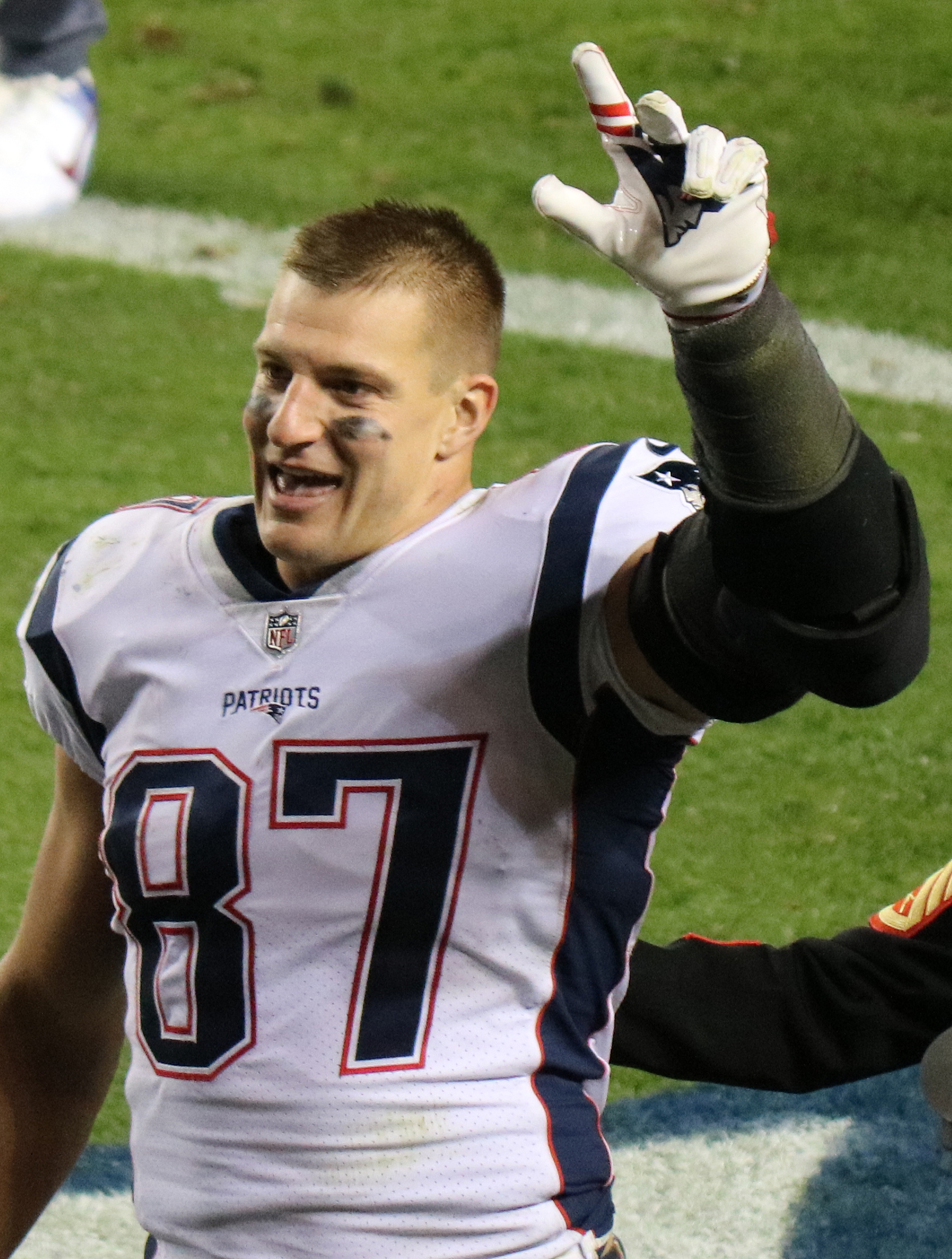
Rob Gronkowski (* 1989)

### Gronl
- Grönland, Johannes (1824–1891), deutscher Botaniker
- Grönland, Nel (1859–1918), deutscher Porträt- und Stilllebenmaler
- Grönland, Peter (1761–1825), Jurist, Musikkritiker, Volksliedsammler und Komponist
- Grönland, René (1849–1892), deutsch-französischer Stilllebenmaler
- Grönland, Theude (1817–1876), deutsch-dänischer Blumen-, Stillleben- und Dekorationsmaler
- Grønli, Jan (* 1950), norwegischer Schauspieler
- Grønlid, Sanna (* 1959), norwegische Biathletin
- Grönloh, Anneke (1942–2018), niederländische Sängerin
- Grönlund, Anders (* 1989), schwedischer Eishockeyspieler
- Grönlund, Kevin (* 1990), schwedisch-luxemburgischer Eishockeyspieler
- Grönlund, Mi (* 1972), finnische Schauspielerin
- Grönlund, Timo (1954–2022), finnischer Kanute
- Grönlund, Timo Juhani (* 1987), bolivianischer Skilangläufer
- Grönlund, Tommi (* 1967), finnischer Installationskünstler, Labelbetreiber und DJ

### Gronm
- Grönman, Tuomas (* 1974), finnischer Eishockeyspieler
- Grönman, Tuomas (* 1991), finnischer Biathlet und Skilangläufer

### Gronn
- Grønn, Egil (* 1973), norwegischer Skispringer
- Grønn-Hagen, Karen (1903–1982), norwegische Politikerin
- Gronna, Asle (1858–1922), US-amerikanischer Politiker
- Grønning, Sebastian (* 1997), dänischer FußballspielerSebastian Grønning (* 1997)

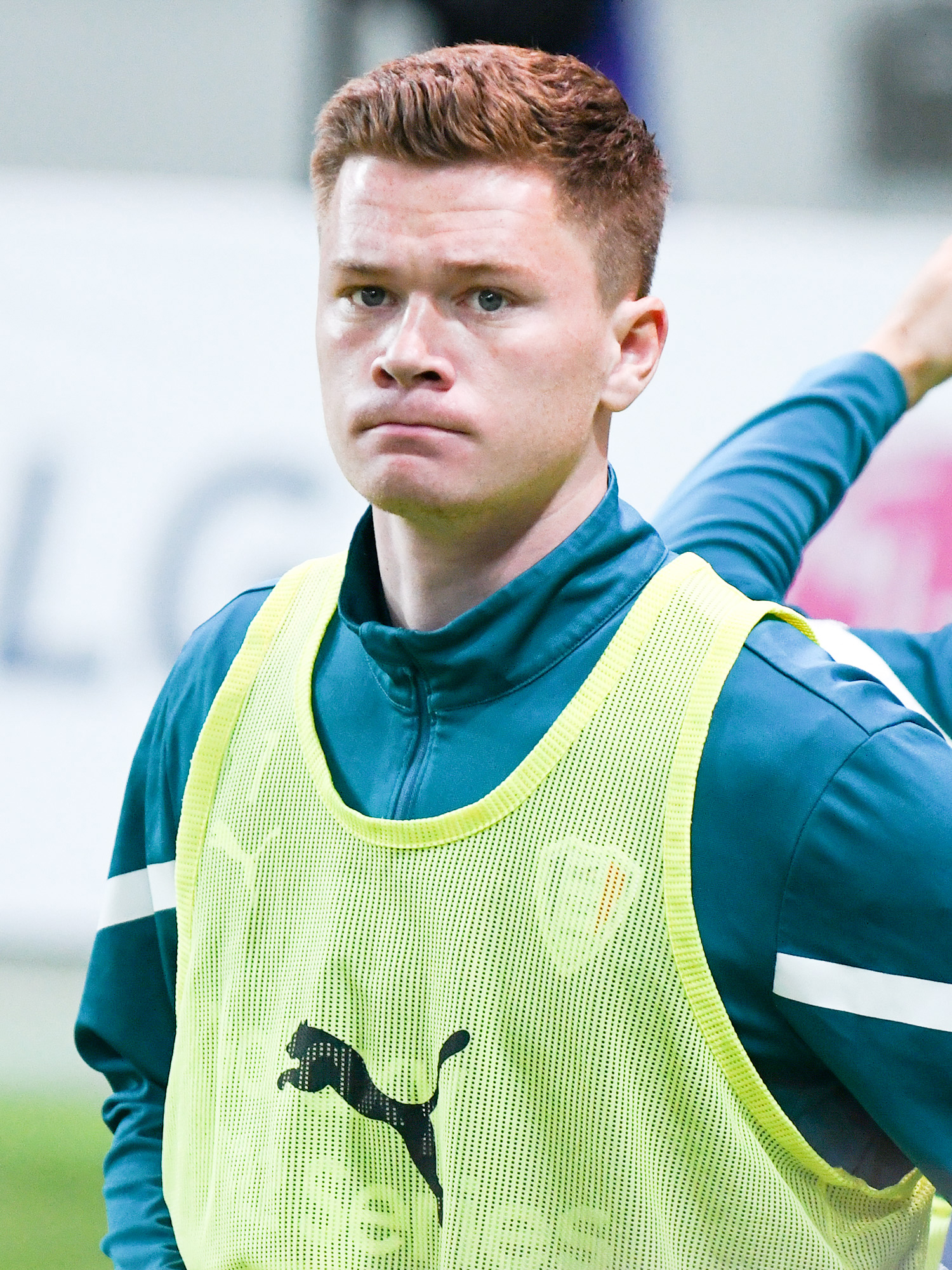
Sebastian Grønning (* 1997)

- Grønningen, Harald (1934–2016), norwegischer Skilangläufer
- Grønnow, Bjarne (* 1956), dänischer Archäologe

### Grono
- Gronostay, Uwe (1939–2008), deutscher Chordirigent
- Gronostay, Walter (1906–1937), deutscher Filmkomponist
- Gronouski, John A. (1919–1996), US-amerikanischer Politiker
- Gronover, Josef (1890–1963), deutscher Politiker (Zentrum, NSDAP), Bürgermeister von Dorsten
- Gronovius, Jakob (1645–1716), klassischer Philologe, Archäologe, Historiker und Geograph
- Gronovius, Jan Frederik (1686–1762), niederländischer Botaniker
- Gronovius, Johann Friedrich (1611–1671), deutscher klassischer Philologe und Textkritiker
- Gronovius, Laurens Theodor (1730–1777), niederländischer Naturforscher
- Gronow, Ernst (1856–1932), deutscher Kommunalpolitiker und Oberbürgermeister von Stralsund
- Gronowicz, Andrzej (* 1951), polnischer Kanute
- Gronowski, Daisy (* 1921), Widerstandskämpferin gegen den Nationalsozialismus
- Gronowski, Johannes (1874–1958), deutscher Politiker (Zentrum, CDU), MdL
- Gronowski, Simon (* 1931), belgischer Holocaust-Überlebender

### Grons
- Gronsfeld, Johann Franz von (1640–1719), kaiserlicher Feldmarschall im bayerischen Volksaufstand (1705)
- Gronsfeld-Nevelstein, Johann Carolus von (1715–1765), rheinischer Adliger
- Grönsfelder, Karl (1882–1964), deutscher Widerstandskämpfer und KPD-Funktionär
- Groński, Roman (* 1968), polnischer Nordischer Kombinierer
- Grønstad, Tobias (* 2002), norwegischer Mittelstreckenläufer
- Grönstrand, Jari (* 1962), finnischer Eishockeyspieler und -trainer
- Grønsund, Kari Ann (* 1951), norwegische Schauspielerin und Synchronsprecherin

### Gronv
- Grönvall, Janne (* 1973), finnischer Eishockeyspieler und -trainer
- Grönvall, Nanne (* 1962), schwedische Sängerin, Songwriterin, Schauspielerin
- Grønvik, Ottar (1916–2008), norwegischer germanistischer und skandinavistischer Mediävist, Linguist und Runologe
- Grønvold, Audun (1976–2025), norwegischer alpiner Skiläufer und SkicrosserAudun Grønvold (1976–2025)

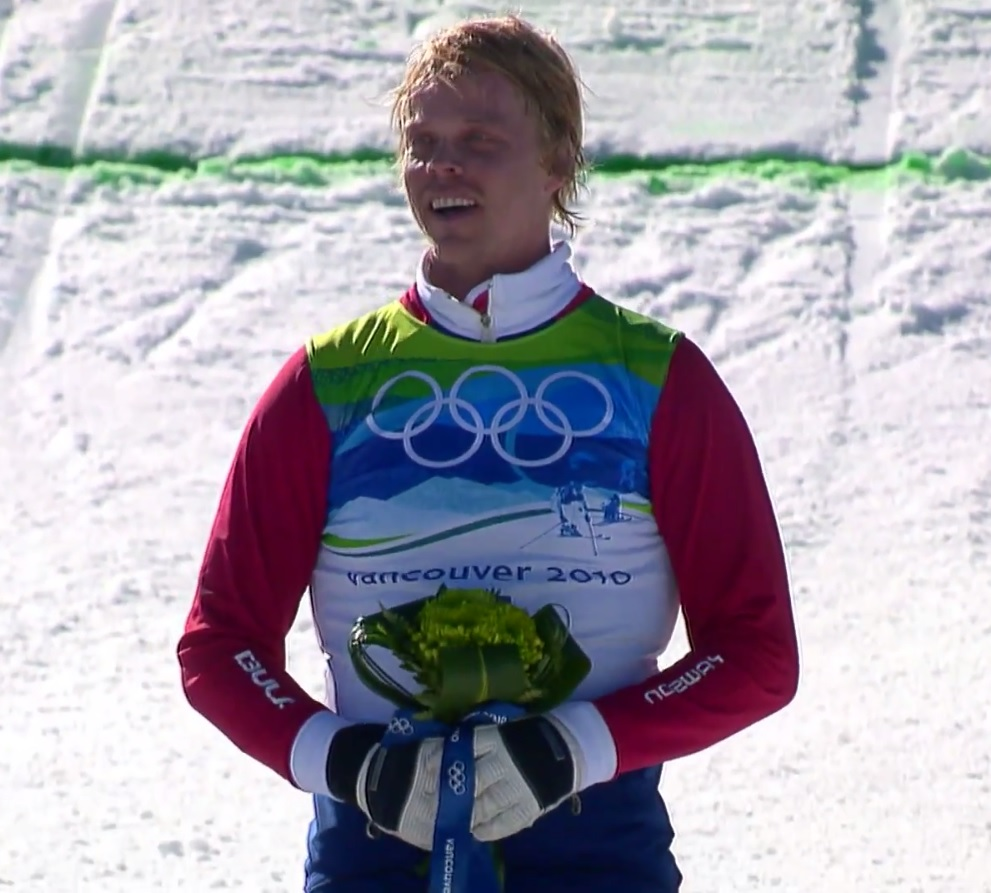
Audun Grønvold (1976–2025)

- Grönvold, Henrik (1858–1940), dänischer Naturforscher und Vogelillustrator
- Grønvold, Minka (1862–1931), österreichisch-deutsche Malerin und Zeichnerin
- Grønvold, Roar (* 1946), norwegischer Eisschnellläufer
- Grønvoll, Maria Nysted (* 1985), norwegische Skilangläuferin

### Gronw
- Grönwald, Bernd (1942–1991), deutscher Architekt
- Gronwald, Ellen (* 1980), deutsche Schauspielerin
- Grönwald, Holger (* 1974), deutscher Prähistoriker, Mittelalterarchäologe, Klassischer Archäologe und wissenschaftlicher Zeichner
- Grönwall, Erik (* 1987), schwedischer Rocksänger
- Grönwall, Thomas Hakon (1877–1932), schwedischer Mathematiker